# Данилевский, Виктор Васильевич
Ви́ктор Васи́льевич Даниле́вский (4 сентября 1898, с. Яреськи, Полтавская губерния (теперь — в Шишацком районе, Полтавская область, Украина) — 9 августа 1960, Ленинград) — советский историк техники, писатель, книговед, педагог, профессор истории техники (1928), действительный член АН УССР (1948), дважды лауреат Сталинской премии (1942, 1948).

## Биография
После окончания в 1923 Харьковского технологического института работал на заводах в Харькове.
С 1928 — профессор, заведующий кафедрой истории техники Харьковского политехнического института, с 1936 — преподаватель, профессор кафедры электротехники Ленинградского политехнического института.
Похоронен на Шуваловском кладбище.

## Научная деятельность
Автор трудов по истории техники, деятельности отечественных ученых и изобретателей.
Основной труд В. В. Данилевского в области истории книги — «Русская техническая литература первой четверти XVIII века» (1954), в котором он рассмотрел зарождение технической литературы в России, проанализировал особенности этого вида издания. В исследовании особое внимание уделил аппарату технической книги, а именно предисловию, иллюстрациям, чертежам, таблицам, а также специальным пояснениям. В. В. Данилевский считал, что в основу систематизации технической книги должен быть положен отраслевой принцип. Отмечал высокий уровень полиграфического исполнения этих изданий, в частности «Таблиц логарифмов» (1703).
В книге «Русская техника» (1947) автор уделил основное внимание истории техники книгопечатания в России. Книга Данилевского, удостоенная Сталинской премии, в эпоху борьбы с космополитизмом популяризировала ряд фальшивок, в частности, рассказы о «воздухоплавателе» Крякутном и «враче» Иване Смере (позже объявленном также «первопечатником»).
Автор книг:
- «И. И. Ползунов. Труды и жизнь первого русского теплотехника» (1940),
- «История гидросиловых установок России до XIX в». (1940),
- «Дмитрий Донской» (1942),
- «Дмитрий Пожарский» (1943),
- «Кузьма Минин» (1943),
- «Александр Невский» (1942),
- «Урал в Отечественной войне 1812 года: сборник документов» (под редакцией В. В. Данилевского, 1945),
- «Русская техника» (1947 — 1-е изд., 1949 — 2-е изд.),
- «Из истории отечественной техники: исследования и материалы» (1950),
- «Из истории оптического приборостроения: очерки» (в соавт. 1951),
- « Изобретено в России» (На украинском языке,1951),
- «Ломоносов на Украине» (1954),
- «Ясное зрелище машин» (1958),
- «Русское золото: история открытия и добычи до середины XIX в.» (1959),
- «А. К. Нартов» (1960),
- «История техники, библиографический указатель, 1951—1955» (1962),
- «Ломоносов и художественное стекло» (1964) и др.

Кроме того, работал над монографией об Иване Фёдорове, но не успел её завершить.
С 1929 организовывал несколько экспедиций по изучению остатков древних рудников, плотин, военно-инженерных сооружений и т. п.

## Библиотека В. В. Данилевского
После смерти Данилевского его большая личная библиотека почти полностью поступила через наследников в Научную библиотеку Санкт-Петербургского филиала Института истории естествознания и техники Российской академии наук. Она насчитывала несколько тысяч изданий, включая иностранные. Часть из них была передана в отдел ретроспективного комплектования Центральной библиотеки (БАН) и в Архив АН СССР.
Коллекция включает собрания сочинений, антологии, труды съездов, справочники, словари, персоналии, библиографии. Это систематизированное собрание литературы по истории науки и техники XVIII — первой половины XX вв. Достаточно широко представлена литература по более общим вопросам истории и культуры цивилизаций, истории России.
В связи с тем, что В. В. Данилевский в своё время жил и работал в Киеве, в его библиотеке достаточно много материалов по истории Киевского университета Святого Владимира и трудов этого университета.
Кроме литературы на основных европейских языках в его коллекции присутствуют издания и на славянских языках: украинском, белорусском, болгарском. Много оттисков различных журнальных работ.

## Награды
- Сталинская премия II степени (10 апреля 1942) — за книги «История гидросиловых установок в России до XIX века» и «И. И. Ползунов. Труды и жизнь», опубликованные в 1940 и 1941 годах
- Сталинская премия